# Paul Guthnick
Paul Guthnick (* 12. Januar 1879 in Hitdorf am Rhein; † 6. September 1947 in Berlin) war ein deutscher Astronom.

## Leben
Guthnick wurde bekannt als Spezialist für die Messung von Sternhelligkeiten mittels einer Photozelle auf der Basis der Arbeiten von Julius Elster und Hans Geitel. Dieses als lichtelektrische Photometrie bekannte Verfahren war die erste objektive Methode für die Helligkeitsbestimmung von Sternen. Guthnick entwickelte dieses Verfahren zusammen mit Richard Prager ab 1913 an der königlichen Sternwarte zu Berlin-Neubabelsberg – ab 1918 Universitätssternwarte – zur Perfektion. Joel Stebbins beschritt in den USA einen ähnlichen Weg, ohne dass er vor 1931/1932 zu reproduzierbaren Ergebnissen kam. Die Techniken Guthnicks konnten erst in den 1950er Jahren durch den Einsatz entsprechend lichtempfindlicher Elektronenröhren wesentlich vereinfacht werden.
Nach seiner Ausbildung zum Astronom arbeitete er ab 1901 als Observator an der königlichen Sternwarte zu Berlin. Er beschäftigte sich mit veränderlichen Sternen und schrieb auch seine Dissertationen über Mira Ceti.
Als die Beobachtungsbedingungen durch das rasche Wachstum der Großstadt dort immer schlechter wurden, führte er ab dem 9. Juni 1906 im Umkreis Probebeobachtungen durch und schlug daraufhin den Schlosspark Babelsberg als idealen Standort vor. Am 1. November 1906 wurde das Ergebnis dem Kultusministerium weitergeleitet, das den Vorschlag schließlich genehmigte.
Nach dem Umzug der Berliner Sternwarte und ihrer Fertigstellung in Neubabelsberg wechselte er dorthin und arbeitete an der Untersuchung veränderlicher Sterne mittels der lichtelektrischen Photometrie.
Dabei entdeckte er 1918 minimale Helligkeitsschwankungen der Wega. Dieser hellste Stern des Nordhimmels hatte bis dahin als einer der Referenzsterne für Helligkeitsmessungen gedient. 
Bereits am 24. Januar 1916 erfolgte die Ernennung Guthnicks zum außerordentlichen Professor für Astrophysik der Berliner Friedrich-Wilhelms-Universität. Schließlich wurde er 1921 Direktor der Sternwarte Berlin-Neubabelsberg. In den folgenden Jahren versuchte er in diesem Institut durch breit angelegte Forschung eine internationale Geltung zu erreichen, was ihm auch gelang. Gleichzeitig lehrte er an der Universität von Berlin Astronomie. Aus seiner Lehre gingen einige hervorragende Astronomen hervor, so zum Beispiel Bohumil Šternberk, der erste Direktor der Sternwarte Ondřejov. 
Guthnick schrieb u. a. Artikel für die Vierteljahrsschrift der  Astronomischen Gesellschaft, in deren Vorstand er von 1924 bis 1929 Mitglied wurde. Danach zog er sich etwas zurück, blieb jedoch zeitlebens Mitglied der Gesellschaft.
Paul Guthnick entwickelte Anfang der 1920er Jahre die Idee einer fotografischen Himmelsüberwachung zur systematischen Suche nach helligkeitsveränderlichen Sternen über einen langen Zeitraum. 1926 begann Cuno Hoffmeister an der Sternwarte Sonneberg damit, dieses Vorhaben zur Beobachtung des nördlichen Sternenhimmels im Rahmen der Sonneberger Himmelsüberwachung in die Praxis zu überführen. Dieses Projekt läuft bis heute.
1929 machte er eine Expedition nach Windhuk in Südwestafrika. Dort ergänzte er seine Forschungen mit den Sternen der Südhalbkugel. Er war aber auch maßgeblich daran beteiligt, dass in Windhuk die Astronomische Station aufgebaut wurde. Im Jahr 1933 wurde er zum Mitglied der Leopoldina gewählt.
Nach der Machtübernahme durch die Nationalsozialisten im Jahr 1933 passte sich Guthnick den neuen Verhältnissen an. Aufgrund seiner wissenschaftlichen Erfolge gelang es ihm jedoch immer wieder gegen die Machtstrukturen anzugehen. So verurteilte er in einem Gutachten die von Himmler favorisierte Welteislehre als bolschewistisch, ohne dass ihm daraus Konsequenzen erwuchsen. Auch gelang es ihm 1938 in Zusammenarbeit mit Cuno Hoffmeister, dass Paul Ahnert entgegen den Vorschriften wieder in den Staatsdienst übernommen wurde.
Im Jahr 1970 wurde der Mondkrater Guthnick nach ihm benannt.